# Seiding
En seiding er et mangetrådet metalbånd, der spændes over underskindet på lilletrommen på et trommesæt, for dermed at ændre klangen.